# Carlos Benavidez
Carlos Benavidez, vollständiger Name Carlos Nahuel Benavidez Protesoni, (* 30. März 1998 in Montevideo) ist ein uruguayischer Fußballspieler.

## Karriere
Der 1,85 Meter große Mittelfeldakteur Benavidez gehörte seit 2011 der Nachwuchsabteilung von Defensor Sporting an. Für die Profimannschaft des Vereins debütierte er am 10. April 2016 in der Primera División, als er von Trainer Eduardo Acevedo am 8. Spieltag der Clausura bei der 2:4-Heimniederlage gegen Nacional Montevideo in der 68. Spielminute für Lucas Tamareo eingewechselt wurde. Insgesamt bestritt er in der Spielzeit 2015/16 fünf Erstligapartien (kein Tor). Während der Saison 2016 kam er zehnmal (kein Tor) in der Liga zum Einsatz.